# ナーン川
ナーン川（タイ語: แม่น้ำน่าน、Nan River）は、タイを流れる河川で、チャオプラヤー川の主要な支流の一つである。
水源はナーン県でウッタラディット県、ピチット県と流れ、ナコーンサワン県のAmphoe Chum Saengでヨム川が合流し、更に同県の下流でピン川と合流し、チャオプラヤー川となる。